# 和倉温泉
和倉温泉（わくらおんせん）は、石川県七尾市和倉町に位置する温泉である。

## 温泉街
能登半島東側の七尾湾南岸に温泉旅館・ホテルが並び、温泉街を形成している。
2024年（令和6年）1月1日の能登半島地震発生時点では宿泊施設22軒（和倉温泉旅館協同組合加盟は21軒）と総湯などがあり、宿泊客が帰途についた後は全館が休業したが、同年3月26日には総湯が利用できるようになった。同年5月3日には旅館「花ごよみ」が、復旧要員以外の観光客受け入れを地震後の和倉温泉では最初に再開。同年11月1日時点では4軒が一般客を受け入れており、その他にも復旧工事関係者限定の宿泊所になっている施設がある。和倉で最も知名度が高い加賀屋のように建て替えを計画する旅館もある。
4月と8月には花火大会、6月の第二週末には能登よさこい祭りなど各種イベントが開催される。
能登観光の玄関口でもある。東にやや離れて七尾の中心市街地や、能登島と結ぶ能登島大橋がある。

### 宿泊施設
【和倉温泉旅館協同組合加入旅館】
◎和倉温泉5号8号10号13号源泉使用
- 加賀屋
- 加賀屋別邸 松乃碧
- 茶寮の宿 あえの風（加賀屋グループ[7]）
- 虹と海（同上[7]）
- ホテル海望
- 天空の宿 大観荘
- 多田屋
- おくだや
- ゆけむりの宿 美湾荘
- 旅亭 はまなす
- 宿守屋寿苑
- お宿 すず花
- 湯の華
- 味な宿 宝仙閣
- 大正ロマンの宿 渡月庵
- 能州 いろは
- 花ごよみ
- 日本の宿のと楽
- 湯快リゾート 和倉温泉金波荘
- 十番館　※和倉の源泉は引湯していない
- はまづる
- 白鷺の湯 能登 海舟

【和倉温泉旅館協同組合、以外の宿（和倉の源泉は引湯していない）】
- 青海荘
- HOTEL α-1能登和倉
- 岡田屋
- 過雁荘
- コンドミニアムスイート和倉
- みかさホテル和

## 泉質
和倉には弁天崎源泉公園と旅館「加賀屋」の前に四つの源泉がある。ナトリウム・カルシウム塩化物泉。弱アルカリ性（泉源によっては中性）高張性高温泉。無色透明だが塩分は非常に強く、よく温まる。神経痛や関節痛、腰痛などに効能が高い。
湧出量は、約2,618 t/日（約1,600 L/分）。泉温89.1度。

## 歴史
平安時代に遡る開湯伝説がある。地名の和倉とは「湧く浦」、つまり湯の湧く浦（入り江）であり、海の中から発見された。そのため、潮が退いている時でないと湯を利用することができなかったが、近世には七尾城主の畠山氏、加賀藩主前田氏によって温泉が整備され、共同浴場が置かれた。
温泉地として本格的に開発されたのは明治時代になってからであり、第二次世界大戦後になって交通アクセスの向上に伴い、温泉街も大規模化した。高度経済成長期に入ると能登観光ブームが湧き起こり、その後七尾線の電化に伴い特急列車乗り入れが始まり、宿泊客が急増した。
一時は、同じ石川県内の片山津温泉や隣県である福井県の芦原温泉と同じく歓楽街的な要素を持っていたが、今日その傾向は薄く、『旬刊旅行新聞』が主催する「日本のホテル旅館100選」にて「日本一の旅館」に度々選ばれた加賀屋の影響もあって、各旅館とも高級指向を全面に打ち出している。県内温泉地では、山代温泉と宿泊客トップを競う形となっている。
2007年に発生した平成19年能登半島地震、2024年元日に発生した令和6年能登半島地震で大きな被害を受けた。後者では旅館に源泉の湯が届かなくなっていたが、配管を修理し、1月16日に配湯の復旧がなされた。和倉温泉創造的復興まちづくり推進協議会が「和倉温泉創造的復興プラン」を2025年（令和7年）3月18日に発表した。

### 沿革
- 大同年間（806年 - 809年）：薬師嶽の西にある円山の湯の谷で温泉が湧出。その後、源泉が海中へ移動[12]。
- 永承年間（1046年 - 1052年）：漁師夫婦が、湯気の立つ海上で身を癒す白鷺を見て、「湯の湧き出づる浦」すなわち「湧浦」（わくら）を発見[12]。
- 1611年（慶長16年）：加賀藩第2代藩主前田利長が、腫物治療のため「湧浦の湯」を取り寄せる[12]。
- 1641年（寛永18年）：第3代藩主前田利常の命により、湯口を整備して周辺を埋め立て、橋を架けて「湯島」とする工事が始まる。半農半漁の7軒があるのみだった一帯が以後、温泉街となるきっかけとなる[12]。
- 1654年（承応3年）：湯治客相手の宿方稼が認められる。幕末には上方（京と大坂）にも知られるようになる[12]。
- 1674年（延宝2年）：藩命により「和倉」へ改名[12]。
- 1871年（明治4年）：廃藩置県で七尾は金沢県、次いで七尾県となる。和倉温泉は村の共有地となる[12]。
- 1880年（明治13年）：前年からの湯島周辺の埋め立てにより、本土と陸続きになる[12]。ドイツで開かれた万国鉱泉博覧会で三等賞受賞[12]。
- 1947年（昭和22年）10月28日：昭和天皇が銀水閣に宿泊（昭和天皇の戦後巡幸）。町民らが船上から提灯と万歳による奉迎を行う[13]。
- 2007年：3月25日に発生した平成19年能登半島地震により被災。ほとんどの旅館が休業するが、4月1日までに営業を再開。
- 2024年
  - 1月1日：令和6年能登半島地震により被災。
  - 3月26日：総湯が営業再開[1]。
  - 5月3日：観光客の宿泊が「花ごよみ」で再開[2]。
- 2024年（令和7年）3月18日：「和倉温泉創造的復興プラン」発表[11]。

## 交通アクセス

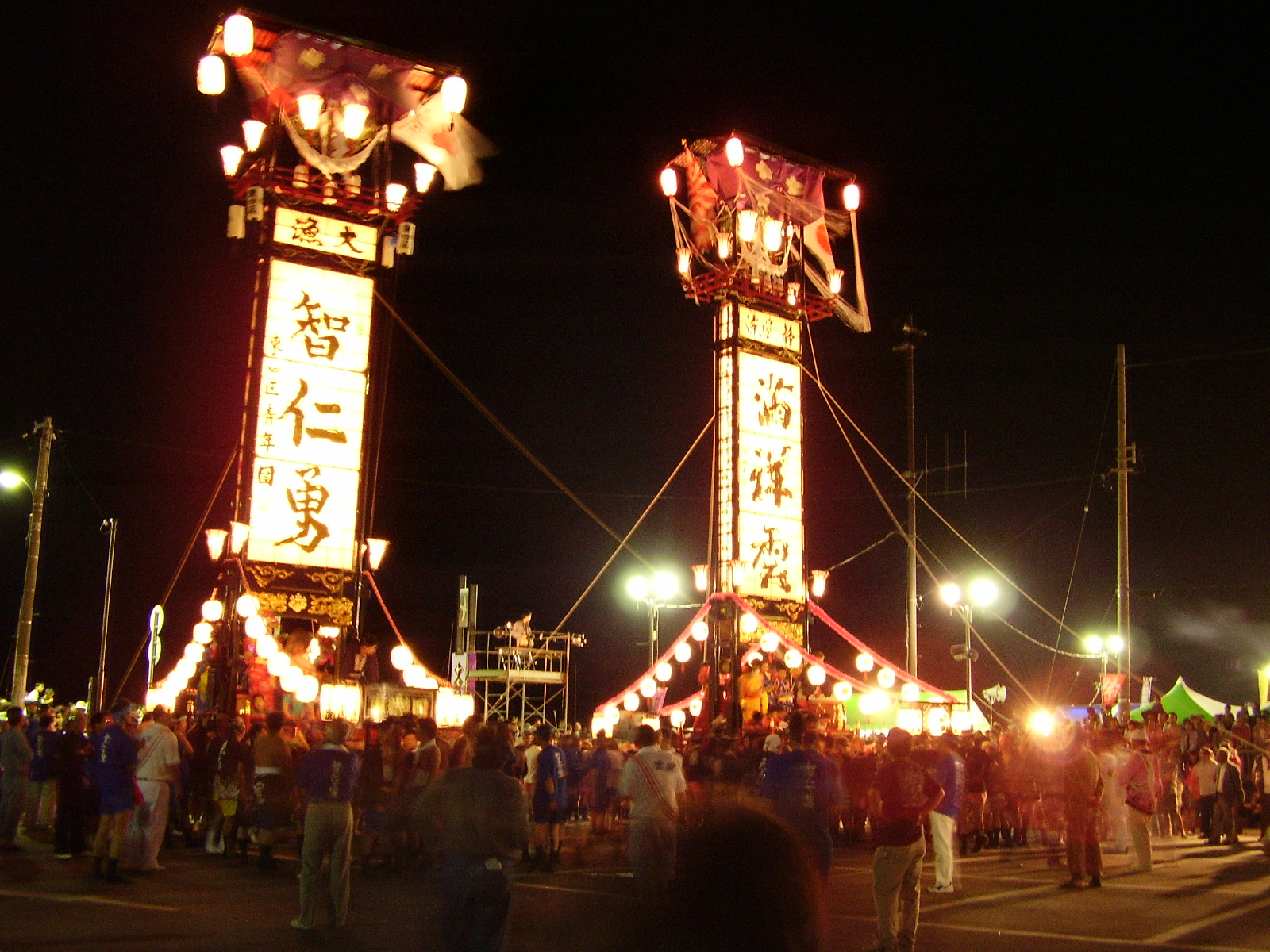
毎年6月に行われる能登よさこい祭り（画像は平成18年（2006年）まで開催していた「能登よさこい・キリコ祭り」の画像。現在は能登よさこい祭り単独で開催。

鉄道
和倉温泉駅（JR七尾線・のと鉄道七尾線）下車、車で5分・徒歩で25分。
バス
北鉄能登バス・能登島交通「和倉温泉バスターミナル」下車、徒歩5分。
新高岡駅・高岡駅より加越能バス「わくライナー」。
大阪駅・京都駅・金沢駅より西日本JRバス北陸道グラン昼特急号「和倉温泉」下車。
車
能越自動車道 和倉ICから石川県道47号七尾能登島公園線経由で5分。

## 周辺施設
- 和倉温泉湯っ足りパーク（足湯「妻恋舟の湯」など）
- 辻口博啓美術館
- 和倉温泉お祭り会館
- 和倉昭和博物館とおもちゃ館
- イソライト珪藻土記念館

## テレビ番組
- 『日経スペシャル ガイアの夜明け』第265回「よみがえれ！温泉街～老舗の熱海・地震が襲った能登～」（テレビ東京、2007年5月29日放送）[15]：同年の地震でキャンセルが相次いだ和倉温泉「加賀屋」の女将と若い仲居たちの奮闘を取材。